# Carte-maximum
En philatélie, une carte-maximum (également connue sous le nom de maxi-carte ou maxicard en anglais) est une carte postale qui comporte un timbre-poste placé sur le côté image de la carte où le timbre et la carte correspondent ou sont en concordance maximale (similitude),. L'oblitération ou le cachet de la poste est généralement lié à l'image au recto de la carte et au timbre. 
Tous les pays n'émettent pas de cartes maximum (par exemple, les États-Unis ne le font pas) et certains le font (par exemple l'Allemagne) et n’ont qu’un nombre limité de sorties chaque année, tandis que d'autres émettent des cartes-maximum pour chaque timbre (par exemple l'Australie).   
Un amateur peut également créer ses propres cartes-maximum telle que la carte ci-dessous qui représente Robespierre.   

## Conception
L'objectif de la maximaphilie est d'obtenir une carte où le cachet et l'image sont en étroite concordance, idéalement avec une oblitération appropriée. De préférence, l'image sur la carte postale ne doit pas être simplement un agrandissement de l'image sur le timbre. Il y a des exceptions. Par exemple: une œuvre d'art, comme une peinture (pas un détail), est souvent montrée dans son intégralité, à la fois sur la carte postale et sur le timbre de la carte-maximum. 
Si la carte postale, le timbre et le cachet de la poste ne correspondent pas, il s'agit simplement d'une «carte TCV» ( Timbre sur côté vue) soit, timbre côté image. Les cartes-maximum sont donc une forme spéciale de «cartes TCV». S'il y a double correspondance, il s'agit également uniquement d'une carte TCV.      